# Ходжимушкентська гребля
Ходжимушкентська гребля – гідротехнічна споруда на сході Узбекистану.
Греблю спорудили в 1989 році на річці Ходжимушкентсай, що дренує північний схил Туркестанського хребта та відноситься до лівобережної частини сточища Сирдар’ї (наразі води повністю розбираються для господарської діяльності). 
В межах проекту долину річки перекрили земляною однорідною греблею висотою 52 метра та  довжиною 583 метрів, яка потребувала 745 тис м3 матеріалу.
Греблю звели з метою іригації.